# Martin Männel
Martin Männel (Hennigsdorf, 16 marzo 1988) è un calciatore tedesco, portiere dell'Erzgebirge Aue, di cui è anche capitano.

## Carriera
Il 24 maggio 2015 è entrato nell'elenco dei portieri goleador, segnando la rete del definitivo 2-2 nel pareggio contro l'Heidenheim, che non è tuttavia bastata a garantire la salvezza alla sua squadra.